# Kamnicken
Kamnicken ist eine Wüstung im Kreis Heiligenbeil in Ostpreußen. Die frühere Ortsstelle befindet sich heute im Rajon Gurjewsk (Bereich Neuhausen) in der Oblast Kaliningrad (Gebiet Königsberg (Preußen)) der Russischen Föderation.

## Geographische Lage
Die Ortsstelle Kamnickens liegt im Westen der Oblast Kaliningrad, 31 Kilometer nordöstlich der früheren Kreisstadt Heiligenbeil (heute russisch Mamonowo) bzw. 25 Kilometer südwestlich der jetzigen Rajonshauptstadt Gurjewsk (deutsch Neuhausen).

## Geschichte
Der seinerzeitig Angilnyken genannte Ort fand 1352 erstmals urkundliche Erwähnung. Um 1352 hieß der Ort Argelinken und auch Camenke, nach 1402 Lunckenicken, nach 1472 Angelnick und vor 1785 schließlich Kamnicken. Es handelte sich um ein Vorwerk, das 1874 als Gutsbezirk in den neu errichteten Amtsbezirk Pokarben im ostpreußischen Kreis Heiligenbeil im Regierungsbezirk Königsberg eingegliedert wurde. Im Jahre 1910 zählte Kamnicken 60 Einwohner.
Am 30. September 1928 verlor der Gutsbezirk Kamnicken seine Eigenständigkeit, als er zusammen mit dem Vorwerk Kranzberg des Gutsbezirks Brandenburg (Frisches Haff) (russisch Uschakowo) in die Landgemeinde Schoschen (1928 bis 1945 Schoyschen) eingemeindet wurde.
Im Jahre 1945 kam Kamnicken in Kriegsfolge mit dem gesamten nördlichen Ostpreußen zur Sowjetunion. Danach wurde der Ort nicht mehr erwähnt, auch nicht bei einer russischen Namensgebung noch bei der Zuordnung zu einem Dorfsowjet. Er gilt als untergegangen. Seine Ortsstelle liegt im heutigen Rajon Gurjewsk in der russischen Oblast Kaliningrad.

## Religion
Kamnicken gehörte bis 1945 zum Kirchspiel der evangelischen Kirche Brandenburg (Frisches Haff) (russisch Uschakowo) in der Kirchenprovinz Ostpreußen der Kirche der Altpreußischen Union.

## Verkehr
Die Ortsstelle Kamnicken ist – wenn auch kaum noch erkennbar – von Schoschen aus auf einer Landwegverbindung zu erreichen.